# 佐野日向子
佐野日向子（日语：佐野 ひなこ，1994年10月13日—）為日本東京都出身的女藝人，主要從事模特兒、寫真偶像、演員等工作。Horipro所属。

## 人物
中學3年級時就採藝名擔任《Hana*chu→》讀者模特兒，但本人談其藝歷則從高中2年級開始；而在「37th Horipro Talent Scout Caravan 2012」活動中以本名參加選拔。之後於2012年11月写真集《放晴後的雙馬尾》（晴れのちツインテール，飛鳥新社）封面登場引起注目。
2013年3月，佐野日向子畢業於多摩大學目黑中學校及高等學校。同年4月進入大學就讀。
2014年10月起，佐野成為日本女性時尚流行雜誌《ViVi》的美繆斯（ビューティー・ミューズ）。

## 參演

### 電視劇
- 大東京玩具箱 第1話（2014年1月4日、東京電視台）（客串）
- 我討厭的偵探 第1話（2014年1月17日、朝日電視台） - 紺野由紀（客串）
- ウレロ☆未体験少女（2014年3月1日、東京電視台） - 薄餅店店員（客串）
- 恋文日和 LETTER 9「METAL MOON」（2014年3月3日、日本電視台） - 女池（客串）
- 惡夢小姐 特別篇（2014年5月2日、日本電視台） - 村野郁美
- 水球不良少年（2014年7月12日 - 9月20日、富士電視台） - 柴田理子[8]
- 靈異教師神眉（2014年10月11日 - 12月13日、日本電視台） - 細川美樹
- 死亡筆記（2015年7月 - 9月、日本電視台） - 彌海砂[9]
- 警報 刑警×女友×完全惡女 第3話 - 最終話（2015年11月3日 - 12月15日、富士電視台） - 愛
- 請和這個沒用的我談戀愛 第2話 - 最終話（2016年1月19日 - 3月15日、TBS） - 門真由希
- 有喜歡的人（2016年7月11日 - 9月19日、富士電視台） - 奧田實果子
- 黑色十人之女（2016年10月 - 12月、日本電視台） - 文坂彩乃
- IQ246～華麗事件簿～ 第7話（2016年10月 - 12月、TBS） - 千草彩芽（客串）
- 咲-Saki-第3話（2016年12月、TBS） - 久保貴子
- Thrill！黑之章（2017年2月 - 3月、NHK） - 篠原千佳子
- 校閱女孩SP（2017年9月20日、日本電視台） - 橘花戀
- 太太 請小心輕放（2017年10月4日、日本電視台） - 吉野真純
- 深夜的奇葩戀愛圖鑑（2018年10月、朝日放送電視台） - 千鳥佐和子
- 人生幸福法則（日语：人生が楽しくなる幸せの法則）（2019年1月10日、讀賣電視台） - 鴨志田萌
- 愛情加溫（2020年10月20日 - 12月22日、TBS）- 石原百合子
- 認識的妻子（2021年1月7日 - 3月18日、富士電視台） - 尾形惠海
- 來自灰色星球的小王子（2021年7月15日 - 9月23日、富士電視台） - 小原麻里
- 18／40～兩人的夢想與愛情～（2023年7月11日 - 9月12日、TBS）- 伊藤茜

### 電影
- -{探検隊の栄光（2015年10月16日） - AD 赤田たまき 役
- 咲-Saki-（2017年2月3日） - 久保貴子 役}-

## 寫真集
- -{Hinako（2014年10月6日、講談社、撮影：唐木貴央）ISBN 978-4063649628
- ひなこ、水着、3ねんぶん（2016年7月25日、講談社、撮影：唐木貴央、細居幸次郎）ISBN 978-4063649949
- 《Hina》(2020年3月7日、光文社) ISBN 978-4334902476
- 《COLORS》(2021年1月20日、集英社) ISBN 978-4087900279}-

## 外部連結
- 的X（前Twitter）
- 的Instagram帳戶
- 的Facebook專頁
- YouTube上的頻道
- 佐野日向子的新浪微博